# Киев (Пермский край)
Киев — упразднённая в 2008 году деревня в Косинском районе Пермского края России. Входила на год упразднения в состав Левичанского сельского поселения.

## Топоним
Возможно, названо в честь столицы Украины. Историческое название — Горемыкина.

## География
Урочище находится южнее урочища Выльыб.

## История
7 апреля 2008 года сразу четыре деревни Косинского района (Дасмортово (Косинское сельское поселение), Быково, Вильыб и Киев) упразднены как фактически прекратившие существование и исключены из учётных данных.

## Население
По состоянию на 1963 год в деревне проживало 89 человек.
По состоянию на 1 января 1981 года в деревне проживало 30 человек.
По состоянию на 2002 год в деревне проживал 1 человек — коми-пермяк.